# الدوالي (المخاليف الجنوبية)
الدوالي هو دُوَّار يقع بجماعة سيدي عبد جليل، إقليم الصويرة، جهة مراكش آسفي في المملكة المغربية. ينتمي الدوّار لمشيخة المخاليف الجنوبية التي تضم 9 دواوير. يقدر عدد سكانه بـ 485 نسمة حسب الإحصاء الرسمي للسكان والسكنى لسنة 2004.

## روابط خارجية
- البوابة الوطنية للجماعات الترابية
- المندوبية السامية للتخطيط